# Plano Dulles
O Plano Dulles ou a Doutrina Dulles (em russo : План Даллеса ou Доктрина Даллеса) é o documento central de uma teoria da conspiração, segundo a qual o chefe da CIA Allen Dulles havia desenvolvido um plano para os Estados Unidos destruir a União Soviética durante a guerra fria mediante a corrupção secreta da herança cultural e os valores morais da nação soviética. O plano foi publicado pela primeira vez na Rússia logo após a dissolução da URSS e foi frequentemente citado por proeminentes políticos, jornalistas e escritores russos.
O texto é originário de uma obra de ficção, um romance de 1971 O Chamado Eterno (em russo : Вечный зов), de Anatoly Ivanov, onde é fornecido na forma de uma exposição por um dos vilões do romance, um colaborador nazista  Foi publicado pela primeira vez como um "plano" distinto e atribuído a Allen Dulles em um livro de 1993 por John (Snychov), pelo Bispo Metropolitano (Ortodoxo) de São Petersburgo e Ladoga. As origens literárias do plano foram traçadas no início dos anos 2000.
O termo "Plano de Dulles" também pode se referir a uma série de trechos fora de contexto do programa NSC 20/1 ("objetivos dos EUA em relação à Rússia"), conforme apresentado por Nikolay Yakovlev em seu livro de 1983 CIA Against USSR (A CIA contra a União Sovética). O programa original delineado pelo Conselho de Segurança Nacional dos Estados Unidos em 1948 estabeleceu a política básica em relação à União Soviética. No entanto, este texto não tem nada a ver com a CIA ou Allen Dulles, nem seu conteúdo tem qualquer semelhança textual com o documento apresentado pelos partidários da teoria da conspiração.

## Conteúdo
O "plano", escrito na forma de exposição de um vilão, descreve como os Estados Unidos destruirão o povo soviético (russo) de dentro por meio de uma " quinta coluna " buscando corromper os valores culturais básicos da sociedade soviética. Isso deve ser feito subvertendo os portadores dessa cultura (literatura, teatro e cinema) para promover a violência, a depravação e outros vícios . Além disso, esses agentes trabalharão para mergulhar a estrutura governamental no caos, na burocracia e na corrupção, além de semear o nacionalismo, o ódio étnico e a desconfiança entre a população em geral.

## Origens
O texto foi publicado pela primeira vez em sua forma moderna em 1993 no artigo do Bispo Metropolitano John (Snychov) "A batalha pela Rússia"  e ao mesmo tempo pelo poeta ucraniano Borys Oliinyk em outro artigo. Desde então foi citado (mas nem sempre tomado como verdade) por numerosos políticos russos (como Vladimir Zhirinovsky, Nikolai Kondratenko, Sergey Glazyev), jornalistas, escritores (Sergey Kara-Murza), e cineasta (Nikita Mikhalkov). A Presidente do Conselho da República da Bielorrússia Natalya Kochanovausou o plano para explicar a situação na Bielorrússia. Todo o plano (sem nenhuma referência a Dulles ou à CIA) é dublado quase palavra por palavra por um personagem vilão na primeira edição do romance The Eternal Call de Anatoly Ivanov. A segunda edição, publicada em 1981, ainda contém a maior parte do plano, agora fragmentado em pequenas frases e espalhado pelo segundo livro.
Uma versão anterior do plano também pode ser encontrada em um romance de 1965 do escritor soviético Yuri Dol'd-Mikhaylik, onde outro vilão, um "General Dumbright" (em russo : генерал Думбрайт ), propõe um curso de ação semelhante : armar comediantes com piadas que riem de seu presente e futuro. (...) Envenenar a alma do jovem com descrença em seu propósito de vida, despertar seu interesse por problemas sexuais, atraí-los com iscas do mundo livre como danças extravagantes, roupas bonitas, discos especiais , versos, canções... (...) Semear discórdia entre a juventude e a geração mais velha... "  Na história, o General Dumbright participa de uma tentativa de assinar uma paz separada entre os Aliados ocidentais e Alemanha nazista durante a Segunda Guerra Mundial , que pode ter sido a razão pela qual Allen Dulles foi usado como a contraparte da vida real do personagem de Dold-Mikhaylik (veja Operação Sunrise )  Outra possibilidade é uma confusão com John Foster Dulles e sua proposta de política anticomunista de "Reversão", que às vezes é chamada de "Doutrina Dulles".
O texto de Ivanov também mostra semelhanças significativas com as afirmações de Pyotr Verhovensky, personagem do romance Os Possessos de Fiódor Dostoiévski , de 1871 : " ... vamos sufocar todo gênio em sua infância. (...) Mas uma ou duas gerações de vício são essenciais agora, vício monstruoso e abjeto pelo qual um homem é transformado em um réptil repugnante, cruel, egoísta. preciso! " (Capítulo VII).  Os imperativos do plano (corromper os jovens, controlar a mídia, desacreditar o governo etc.) são notavelmente semelhantes às "Regras Comunistas para a Revolução", publicadas em 1946 nos EUA. Da mesma forma, as regras foram endossadas como verdadeiras por certos políticos norte-americanos e foram periodicamente referidas mesmo após o colapso da União Soviética.

## Proibição na Rússia
Em junho de 2015, um tribunal local na Rússia considerou o conteúdo do plano dos Dulles como "material extremista" e proibiu sua publicação ou distribuição na Rússia depois que vários moradores de Asbest o receberam em suas caixas de correio.